# Jalifa
Jalifa (de l'àrab: خليفة, ẖalīfa, en transcripció castellana, que en català seria khalifa) és un títol que significa ‘successor’, ‘representant’ o ‘vicari’ i que sol designar, en castellà, a la màxima autoritat marroquina en el Protectorat Espanyol del Marroc.
Khalifa és l'origen àrab de la paraula califa, que és el títol que van adoptar històricament els qui eren considerats cap de l'islam (doncs eren successors de Mahoma). No obstant això, quan en castellà s'empra la paraula jalifa, mantenint la seva pronunciació àrab original, es refereix al jalifa del Marroc espanyol, qui era representant del sultà, que residia en Rabat, capital del protectorat francès. El jalifa, per la seva banda, residia a Tetuan. Dins del sistema de protectorat, tots dos, cadascun a la seva zona respectiva, encarnaven la ficció de la sobirania de les institucions marroquines. La funció del jalifa era sobretot simbòlica, signant les disposicions dictades per l'Alt Comissari espanyol i acompanyant a les autoritats espanyoles.
A vegades s'ha emprat la paraula jalifa per designar als califes o al revés, el terme califa per designar el jalifa de Tetuan, encara que no és l'habitual.

## Jalifes del protectorat
- Mohammed Mehedi Uld Ben Ismael (1913-1923)
- Hassan Ben el Mehedi Ben Ismael (1924-1956)